# Pilatus PC-11
Pilatus PC-11 (poznat i kao B4-PC11) je jednosjedna jedrilica, izrađena potpuno od metala.

## Razvoj
Dizajn jedrilice potječe iz 1960-ih kada je tvrtka Firma Rheintalwerke G. Basten izradila prva dva prototipa oznake B-4. Prvi let je obavljen 7. studenog 1966. no serijska proizvodnja nije ostvarena.

1972. Pilatus otkupljuje licencu za proizvodnju, pritom preimenovavši dizajn iz B-4 u B4-PC11. U proljeće iste godine, prva serijski proizvedena letjelica je obavila prvi let.
Do kraja proizvodnje 1980. napravljene su 322 letjelice te je potom licenca za proizvodnju prodana Nippi Aircraftu iz Japana koji je izradio samo 13 letjelica plus dvosjed oznake Nippi B4T. Konačno, 1994., tvrtka EWMS Technomanagement je otkupila prava na izradu i servisiranje B4-PC-11. Ista se kasnije specijlizirala za unaprijeđivanje starijih letjelica.